# Nur-Adad
Nur-Adad bil osmi kralj Larse, ki je vladal od 1865 pr. n. št. - 1850  pr. n. št. (dolga kronologija). Bil je sodobnik babilonskega kralja Sumu-la-Ela.
Po poreklu je bil verjetno iz Lagaša. Spretno je izkoristil val uporov, ki so bili posledica lakote, in se povzpel na larški prestol. Znan je po svojih gradnjah, še posebej v Eriduju, palači v Larsi in več templjih v Uru, v katerem je vladal s trdo roko.  Seznam kraljev Larse  omenja, da ga je nasledil sin Sin-Idinam. Nekateri raziskovalci se s tem ne strinjajo in trdijo, da je Sin-Idinam morda vladal pred njim in ne za njim.